# Тино (Ријети)
Тино је насеље у Италији у округу Ријети, региону Лацио.
Према процени из 2011. у насељу је живело 35 становника. Насеље се налази на надморској висини од 867 м.